# غورو ناناك دربار (دبي)

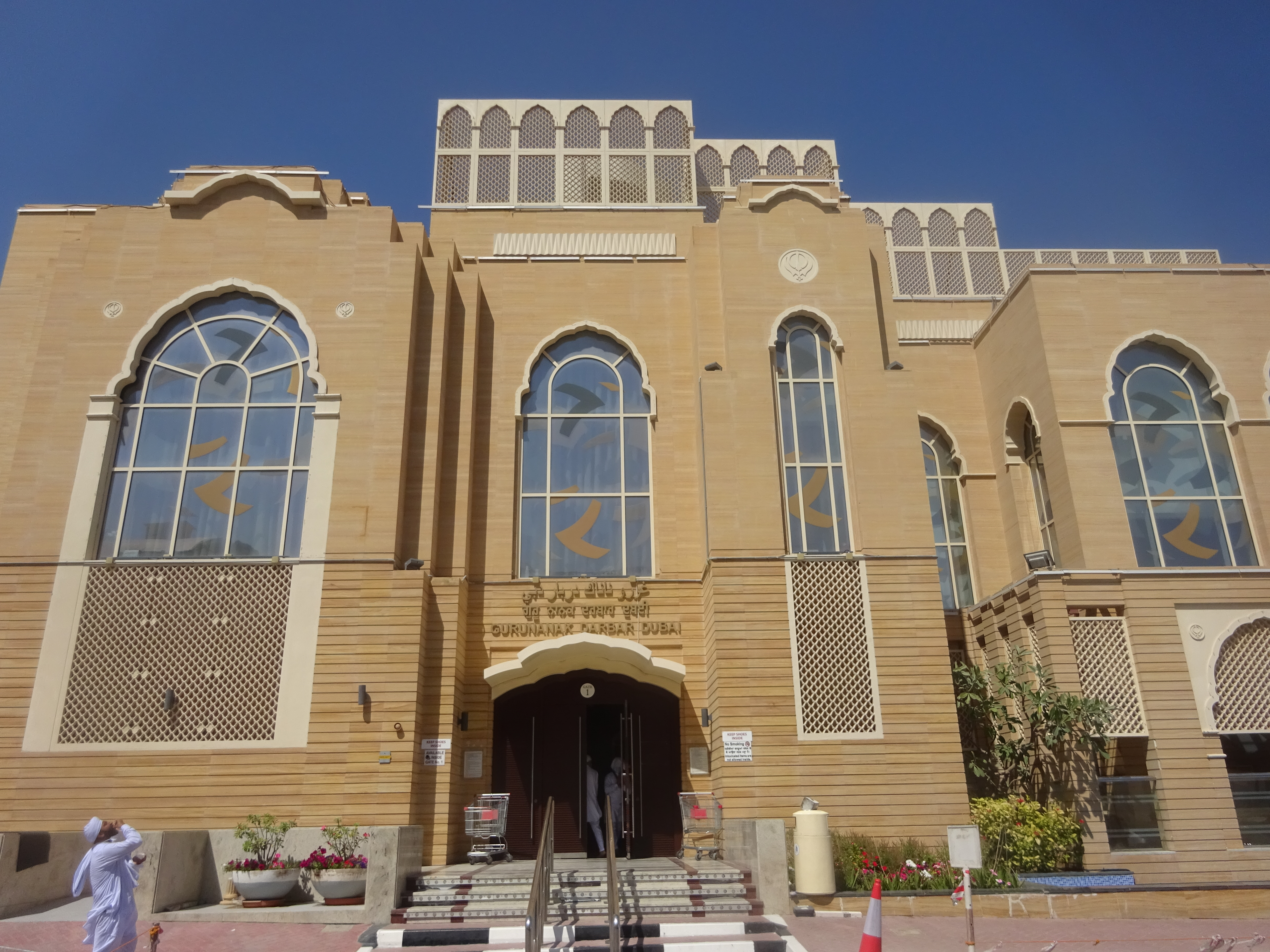
جورو ناناك دربار

غورو ناناك دربار هو غوردوارا للسيخ (مكان عبادة) في قرية جبل علي في دبي، تأسس في عام 2012 لخدمة أكثر من 50.000 من سكان السيخ في الإمارة. يعد المعبد الذي يديره المجتمع، أول معبد رسمي للسيخ في منطقة دول مجلس التعاون الخليجي والشرق الأوسط، وقد أنشأه سوريندر سينغ كانداري، المقيم في دبي منذ عام 1976.
دخل غورو ناناك دربار في أبريل 2017 موسوعة غينيس للأرقام القياسية بعد أن قدم وجبة الإفطار لأكثر من 600 شخص من 101 جنسية.

## بناء
بني المعبد على أرض مساحتها 120 ألف قدم مربع. صمم المكان من قبل شركة الهندسة المعمارية هولفورد أسوشيتس ومقرها دبي مع الاستشارات المقدمة من ريتشارد آدامز في المملكة المتحدة.
بدأت أعمال البناء في مايو 2008، وتم وضع الأساسات في يونيو 2010، وتم الانتهاء من الهيكل المكون من ثلاثة طوابق في ديسمبر 2011. وكانت طائفة السيخ في الإمارات قد طلبت ضمانًا لمدة 100 عام من المقاول حتى تتمكن الأجيال القادمة من الاستمرار في استخدامه. وبلغت التكلفة الإجمالية لأعمال البناء 65 مليون درهم (حوالي 20 مليون دولار)، وفتح المعبد أبوابه أمام المصلين والزوار، بما في ذلك السياح، في 17 يناير 2012 في حفل حضره 50 ألف من المصلين. تم تمويل البناء من قبل أشخاص من ديانات وجنسيات مختلفة حيث شهد عام البناء 2008 أزمة اقتصادية حادة.

## تصميم
يعد المعبد ذو اللون الرمادي مزيجًا من أسلوب بناء السيخ الحديث والتقليدي. يحتوي على ثلاثة مستويات لمواقف السيارات تحت الأرض وطابقين فوق الأرض، وتبلغ مساحة كل قبو 25 ألف قدم مربع ليتسع لـ 140 سيارة. يشتمل الطابق الأرضي (21000 قدم مربع) على مكتب الاستقبال ومكتب غوردوارا وقاعة طعام ومطبخ ومخزن وغرف تخزين.
تتميز واجهة المبنى بوجود باريكارما بطول 54 متراً مطلية بأعمال الشواية التقليدية، ويحيط مسطح مائي بجزء من المبنى ليشبه ساروفار المعبد الذهبي. يمكن للدرج الموجود داخل المعبد أن يحمل حركة مرور كبيرة من الأشخاص في كلا الاتجاهين، كما توجد مصاعد أيضًا. تحتوي قاعة الصلاة في الطابق الأول على رخام إيطالي على الجدران والأرضيات وثريات من مورانو بإيطاليا وسجادة أرجوانية. كما تحتوي على مظلات من الذهب عيار 24 قيراطًا للمعلم جرانث صاحب، ويوجد في الوسط منصة مرتفعة ذات أعمدة منحوتة مطلية بالذهب وفوقها قبة مطلية بالذهب على شكل زهرة اللوتس. والقبة مبطنة بقطعة من القماش، وفي حافتها دانتيل ذهبي.

## روابط خارجية
الموقع الرسمي لغورو ناناك دربار